# Halyna Petrosanyak
Halyna Petrosanyak (en ukrainien : : Галина Іванівна Петросаняк) est une poétesse, écrivaine et traductrice ukrainienne née en 1969.

## Biographie
Halyna Petrosanyak est née en 1969 dans un village isolé des Carpates ukrainiens. Elle étudie l'allemand et le russe à l'Université Nationale Vasyl Stefanyk.
Halyna fait partie des auteurs liés au groupe connu sous le nom du phénomène Stanislav. Elle débute en 1996 avec son recueil de poèmes Парк на схилі ("Parc dans la colline"),. Un des poèmes a été récompensé par le Bu-Ba-Bu comme "Meilleur poème de l'année", . Petrosanyak a aussi reçu le Hubert-Burda-Preis für junge Lyrik en 2007 et le prix Ivan Franko en 2010. Ses œuvres ont été publiées dans différentes revues littéraires et almanachs et ont été traduites dans plusieurs langues en anglais, allemand, polonais, russe, tchèque et italien,.
Petrosanyak travaille comme traductrice du tchèque et de l'allemand vers l'ukrainien. Elle traduit, entre autres, les autobiographies d'Alexander Granach et de Soma Morgenstern.
Elle publie en 2021 son premier roman, Villa Anemona, et en 2021 et traduit en ukrainien le roman L'an qui vient à Jérusalem, de André Kaminski.
En 2022, elle publie une collection d'essais Notre voisin Albert Hoffmann, et la traduction en ukrainien des Sonnets à Orphée de Rainer Maria Rilke,. Elle publie cette même année lune collection de poésie Exophonies, préfacé par Ruth Schweikert,. Elle rejoint l'Académie Bavaroise des Beaux-Arts et reçoit le Prix de Littérature de la Kunststiftung NRW-Straelen,.

## Publications

### Poésie
- Парк на схилі ("Parc dans la colline"), 1996
- Світло окраїн ("Lumière de #le banlieue"), 2000
- Спокуса говорити, 2008
- Екзофонія ("Exophonium"), 2019[2],[3]
- Exophonien. Im Rhythmus der Landschaft ("Exofonías. Au rythme du paysage"), 2022.

### Autres
- Політ на повітряній кулі, 2015 - essais et poésie.
- Не заважай мені рятувати світ ("ne me mettes des bâtons dans les roues pas pour sauver le monde"), 2019 - récits[2],[3]